# Undergær
Undergær, eller Saccharomyces carlsbergensis, er den mest udbredte ølgærstype. Den bruges ved gæringen af forskellige øltyper, deriblandt pilsner. Videnskabeligt benyttes navnet af flere forfattere synonymt med S. pastorianus. 
Navnet skyldes, at den synker til bunds i øllet, når gæringen er overstået, modsat overgær, der stiger til overfladen. Undergær gærer bedst ved kølige temperaturer, nogle varianter helt ned mod fire grader. Denne lave temperatur gør det sværere for andre, uønskede mikroorganismer at leve og sikrer dermed øllet en holdbarhedsmæssig fordel, dog ikke af større betydning. Undergær udnytter sukkerindholdet bedre end overgærstypen og giver også et mindre kraftigt afsmitning på øllets smag.
Gærtypens latinske navn skyldes, at gæren første gang blev rendyrket på Carlsberg Laboratoriet (af Emil Christian Hansen).
Ved undergæret øl foregår gæringen ved køligere temperaturer (5-15˚), og gæren synker til bunds under gæringen. Gæringen tager længere tid, og al malten omdannes. Den får derfor en mere neutral smag. Dette er den mest benyttede gæringsform, og gærtypen saccharomyces carlsbergensis er betegnelsen for undergærende gær. 